# Langatte
Langatte là một xã trong vùng Grand Est, thuộc tỉnh Moselle, quận Sarrebourg, tổng Sarrebourg. Tọa độ địa lý của xã là 48° 45' vĩ độ bắc, 06° 58' kinh độ đông. Langatte nằm trên độ cao trung bình là 260 mét trên mực nước biển, có điểm thấp nhất là 256 mét và điểm cao nhất là 307 mét. Xã có diện tích 12,97 km², dân số vào thời điểm 1999 là 426 người; mật độ dân số là 32 người/km². Langatte nằm khoảng 7 km phía tây-bắc của Sarrebourg, thuộc Pháp từ năm 1661.

## Thông tin nhân khẩu
| 1962 | 1968 | 1975 | 1982 | 1990 | 1999 |
| ---- | ---- | ---- | ---- | ---- | ---- |
| 347  | 379  | 349  | 379  | 368  | 426  |